# Rezolucje Rady Bezpieczeństwa ONZ z roku 1983
Stałe miejsca w Radzie Bezpieczeństwa ONZ posiadają:
- ChRL
- Francja
- ZSRR
- Stany Zjednoczone
- Wielka Brytania

W roku 1983 członkami niestałymi Rady były:
- Togo
- Zair
- Zimbabwe
- Pakistan
- Jordania
- Gujana
- Nikaragua
- Malta
- Holandia
- Polska

## Rezolucje
Rezolucje Rady Bezpieczeństwa ONZ przyjęte w roku 1983: 
- 529 (w sprawie Izraela i Libanu)
- 530 (w sprawie Hondurasu i Nikaragui)
- 531 (w sprawie Izraela i Syrii)
- 532 (w sprawie Namibii)
- 533 (w sprawie RPA)
- 534 (w sprawie Cypru)
- 535 (w sprawie Lesotho i RPA)
- 536 (w sprawie Izraela i Libanu)
- 537 (w sprawie Saint Kitts i Nevis)
- 538 (w sprawie Izraela i Libanu)
- 539 (w sprawie Namibii)
- 540 (w sprawie Iranu i Iraku}
- 541 (w sprawie Cypru)
- 542 (w sprawie Libanu)
- 543 (w sprawie Izraela i Syrii)
- 544 (w sprawie Cypru)
- 545 (w sprawie Angoli i RPA)